# اوکتیابرسکویه (استان آمور)
اوکتیابرسکویه (به لاتین: Oktyabrskoye) یک منطقهٔ مسکونی در روسیه است که در استان آمور واقع شده‌است.